# 张嘉佳
张嘉佳（1980年6月22日—），出生于江苏南通，毕业于南京大学，擔任過雜志主筆，電視編導等。中国当代作家、电影编剧和導演。2014年，《从你的全世界路过》出版，在中国大陆销量超过400万册，同年，荣登第九届中国作家富豪榜榜首。因长期在新浪微博中发表“睡前故事”系列微博，被誉为“最会讲故事的人”。

## 生平
2005年，张嘉佳出版处女作《几乎成了英雄》，首印达10万册。
2011年，张嘉佳首次担任电影编剧，凭借电影《刀见笑》获得第48届金马奖最佳改编剧本提名。
2013年7月起，张嘉佳在微博上发表33篇睡前小故事，被转发超200万次，超4亿人次阅读。同年11月，这些故事结集成书籍《从你的全世界路过》出版。
2014年7月-8月，担任中国大陆江苏卫视《非诚勿扰》的代班嘉宾。
2014年，《让我留在你身边》出版。该书通过其宠物狗“梅茜”的视角，讲述狗狗眼中的人世故事。
2015年1月，张嘉佳宣布担任电影《摆渡人》的编剧和导演，为其导演处女作。
2018年7月，张嘉佳新作《云边有个小卖部》出版，讲述了云边镇少年刘十三的成长故事。其执导的电影《雲邊有個小賣部》于2024年6月上映。

## 作品

### 书籍
- 《几乎成了英雄》（2005年，ISBN 9787801488664）
- 《小夫妻天天恶战》（ISBN 9787801705549）
- 《情人书》（2009年，ISBN 9787802258242）
- 《刀见笑》（2011年，ISBN 9787539940229）
- 《从你的全世界路过》（2013年，ISBN 9787540458027）
- 《我希望有个如你一般的人》（2014年，ISBN 9787540467074）
- 《雲邊有個小賣部》（2018年，ISBN 9787540487645）
- 《让我留在你身边》（2020年，ISBN 9787540496562）
- 《天堂旅行團》（2021年，ISBN 9787572602825）

### 电影
- 《刀见笑》（2011年，编剧）
- 《希望有个如你一般的人》（2014年短片，编剧）
- 《从你的全世界路过》（2016年，编剧）
- 《摆渡人》（2016年，导演、编剧）
- 《雲邊有個小賣部》（2024年，导演、编剧）